# William Parker (1er baronnet de Shenstone)
Pour les articles homonymes, voir William Parker et Parker.
William Parker, né le 1er décembre 1781 et mort le 13 novembre 1866, est un officier de la Royal Navy qui parvient au grade d'amiral de la flotte.
Entré dans la Royal Navy en février 1793, William Parker participe à la bataille du 13 prairial an II. Le 13 mars 1806, il commande une frégate à la bataille du Cap-Vert. En 1831, pendant la guerre civile portugaise, il est envoyé dans le Tage pour veiller sur les intérêts britannique. À la tête de la station navale de Chine et des Indes orientales, il participe, entre 1841 et 1842, à plusieurs engagements de la première guerre de l'opium. Nommé commandant en chef de la flotte de la Méditerranée en février 1845, il est brièvement First Naval Lord dans le premier gouvernement Russell (en), du 13 au 24 juillet 1846, mais démissionne pour raison de santé avant de retourner commander la flotte de Méditerranée.